# گاوه (خوسف)
گاوه یک روستا در ایران است که در دهستان قلعه زری شهرستان خوسف واقع شده‌است. گاوه ۱۶ نفر جمعیت دارد. این روستا در دل کوه واقع شده و در تابستان ها از آب و هوای خنک و دلپذیری برخوردار است. در این روستا انواع و اقسام میوه ها و درختان یافت می شود.